# Muntanyes de Vrancea

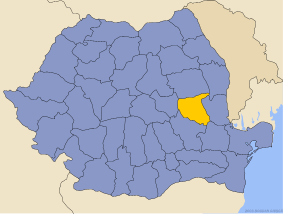
La serralada es troba principalment al comtat de Vrancea

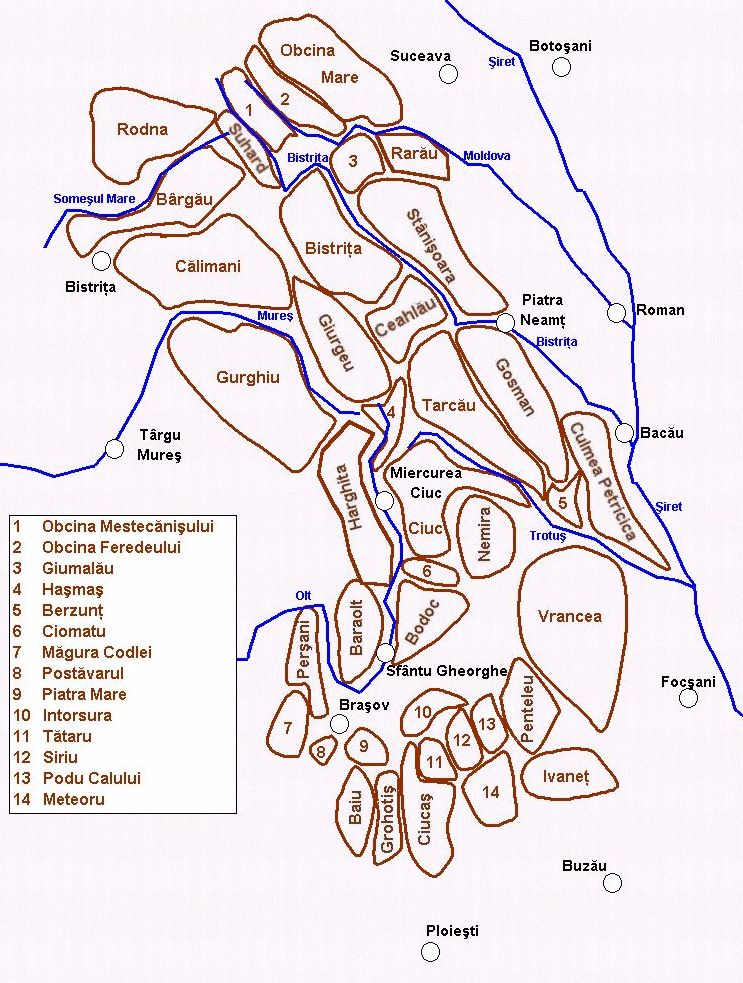
Mapa dels Carpats orientals, amb les muntanyes de Vrancea cap a l'extrem sud-est

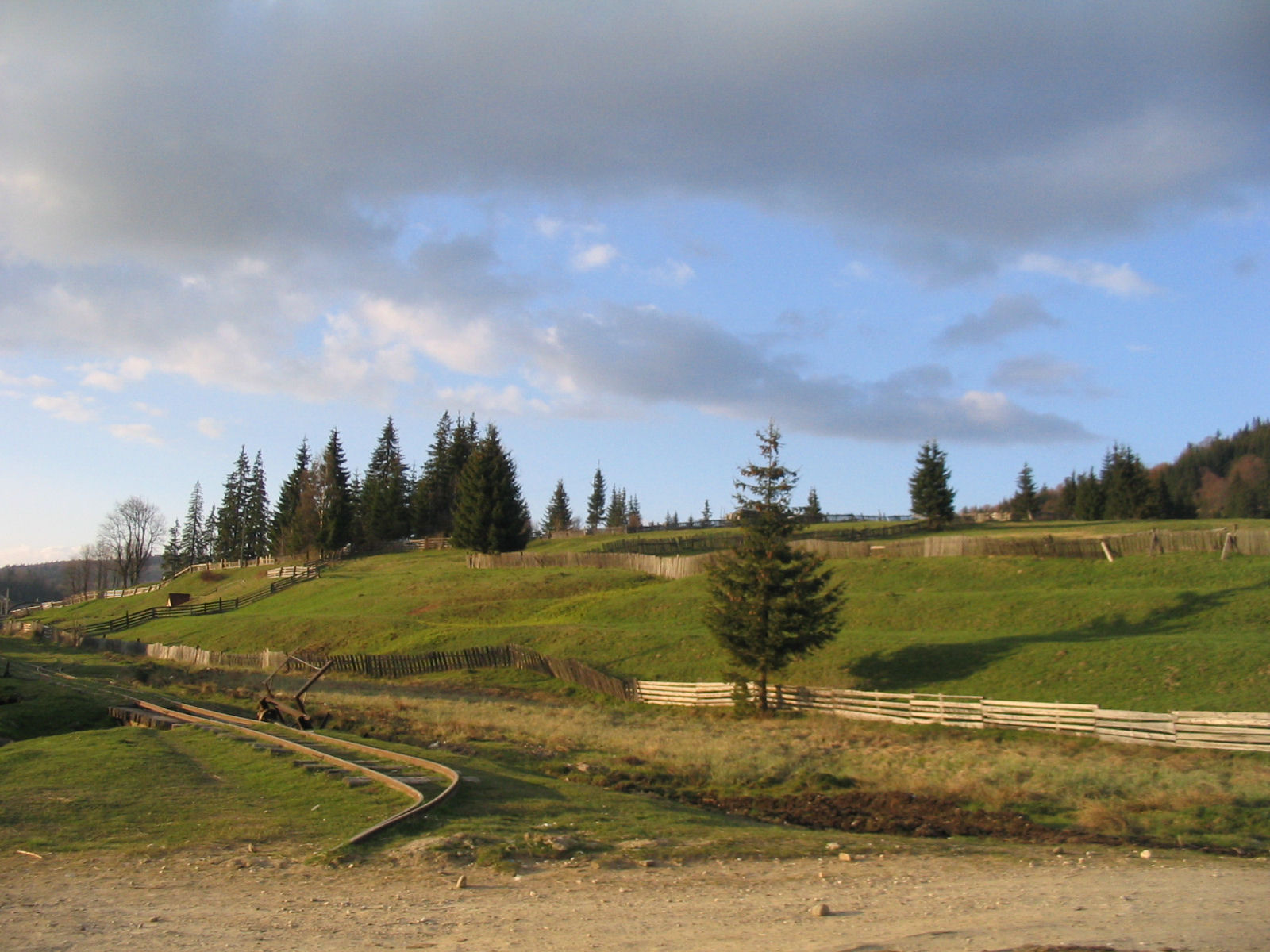
Els contraforts de les muntanyes de Vrancea, vistes des de Comandău

Les muntanyes de Vrancea (en romanès: Munții Vrancei) són una serralada dels Carpats de Curvatura a Romania. Situats principalment a l'oest del comtat de Vrancea, també cobreixen parts dels comtats de Bacău, Buzău i Covasna.
El cim més alt és Pic Goru, a 1.784,6 metres.
Al sud hi ha els massisos de Penteleu i Ivănețu (part de les muntanyes de Buzău), mentre que al nord es troben les muntanyes de Tarcău, separades de les muntanyes de Vrancea pel riu Trotuș.
Les muntanyes de Vrancea són un hàbitat per a un gran nombre d'animals, incloent-hi óssos brus, guineus vermelles, cérvols, senglars, linxs dels Carpats, martes, llops grisos, gats salvatges i llebres, així com ocells com el gall fer, les curruques, voltors, àguiles reals, àguiles taques menors, àguila-mussols, gamarussos, mussols espigats llarg, corbs, ouzels anell, fusters negres, picots verds i gaigs.
El terratrèmol de Vrancea de 1977 va tenir el seu epicentre a aquestes muntanyes.